# 潘心城
潘心城（1942年10月—），男，福建长乐人，中华人民共和国政治人物，曾任福建省人民政府副省长，福建省政协副主席，第八届全国人大代表。